# Dennis Licht

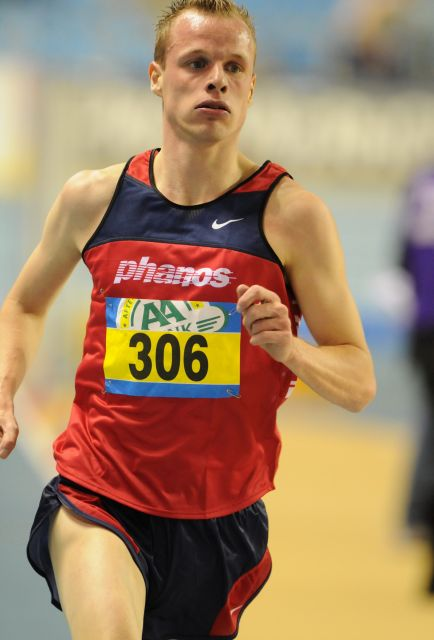
Dennis Licht, 2008

Dennis Licht (* 30. Mai 1984 in Apeldoorn) ist ein niederländischer Mittel- und Langstreckenläufer.
Bei den Crosslauf-Europameisterschaften 2004 in Heringsdorf kam er auf den 78. Platz, und bei den Leichtathletik-Halleneuropameisterschaften 2009 in Turin schied er über 1500 m im Vorlauf aus.
Über 5000 m wurde er bei den Leichtathletik-Europameisterschaften 2012 in Helsinki Siebter und scheiterte bei den Leichtathletik-Weltmeisterschaften 2015 in Peking in der ersten Runde.
Je zweimal wurde er Niederländischer Meister über 5000 m (2011, 2015) und im Crosslauf auf der Kurzstrecke (2006, 2011) und einmal im 3000-Meter-Hindernislauf (2010). In der Halle holte er dreimal den nationalen Titel über 3000 m (2008, 2009, 2015).

## Persönliche Bestzeiten
- 1500 m: 3:39,94 min, 24. Mai 2015, Hengelo
  - Halle: 3:41,40 min, 31. Januar 2009,	Apeldoorn
- 3000 m: 7:54,91 min, 22. Juni 2014, Braunschweig
  - Halle: 7:59,09 min, 22. Februar 2015, Apeldoorn
- 5000 m: 13:23,00 min,	2. Mai 2015, Palo Alto
- 3000 m Hindernis: 8:37,83 min, 3. Juli 2010, Uden